# Suore di San Giuseppe di Gerona
Le Suore di San Giuseppe di Gerona (in spagnolo Hermanas de San José de Gerona) sono un istituto religioso femminile di diritto pontificio: le suore di questa congregazione pospongono al loro nome la sigla R.S.J.G.

## Storia

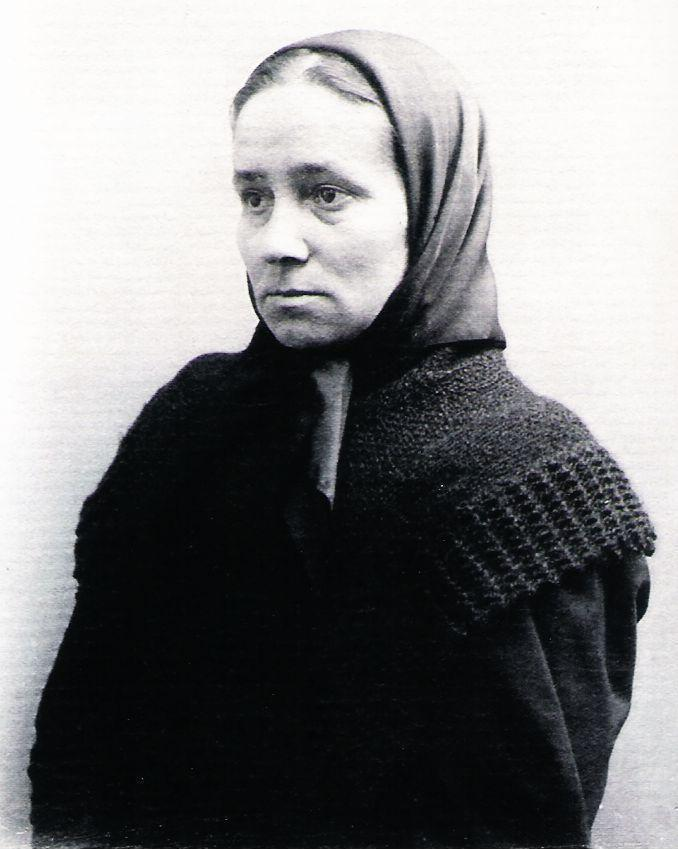
Maria Gay i Tibau, fondatrice della congregazione

Le origini della congregazione risalgono al 1865, quando Maria Gay i Tibau (1813-1884) organizzò a Gerona un'associazione di donne dedite alla visita e all'assistenza a malati e moribondi. Nel 1870 le donne, dette popolarmente "veglianti degli infermi", vennero autorizzate a condurre vita fraterna in comunità: poiché in quell'anno papa Pio IX aveva dichiarato san Giuseppe patrono della Chiesa universale, il sodalizio venne intitolato allo sposo di Maria.
Alla comunità di Gerona si unirono fraternità affini che già operavano a Solsona e a Olot: il 19 marzo 1885 Tomás Sivilla y Gener, vescovo di Girona, concesse l'approvazione diocesana alla congregazione.
La rapida espansione che caratterizzò i primi anni dell'istituto si interruppe attorno al 1900 ma riprese negli anni venti, quando vennero aperte filiali anche all'estero (nel 1922 in Colombia, nel 1924 in Francia).
La congregazione ricevette il pontificio decreto di lode il 16 gennaio 1928 e le sue costituzioni ricevettero l'approvazione definitiva della Santa Sede il 16 giugno 1936.

## Attività e diffusione
Le suore di San Giuseppe di Gerona si dedicano all'assistenza agli ammalati e all'educazione della gioventù.
Sono presenti in Europa (Francia, Italia, Spagna), nelle Americhe (Argentina, Colombia, Ecuador, Messico, Perù, Venezuela) e in Africa (Camerun, Repubblica Democratica del Congo, Guinea Equatoriale, Ruanda); la sede generalizia è a Madrid.
Alla fine del 2008 la congregazione contava 433 religiose in 59 case.